# Corrado II d'Antiochia
Corrado II di Antiochia (XIV secolo – XIV secolo) è stato un nobile italiano, signore di Anticoli.
Corrado di Antiochia era figlio di Filippo di Antiochia, a cui il re Roberto di Napoli aveva assegnato in  feudo la terra di Carbonara e il titolo di maresciallo nel 1337 e nipote di quel Federico d'Antiochia che aveva militato in qualità di maresciallo del regno ed era caduto combattendo in Sicilia nel 1342. Sposò Covella Ruffo. Discendente degli Hohenstaufen, il più famoso dei quali è Federico Barbarossa, Corrado venne nominato ciambellano de re Roberto assieme a suo fratello Francesco, e poi nel 1340 giustiziere di Basilicata.  
Si accodò alla rivolta dei baroni laziali contro Cola di Rienzo capeggiata da Stefano Colonna. Nel novembre 1347, con quattromila fanti e settecento cavalli i baroni tentarono di entrare in Roma, ma vennero respinti dall'esercito di popolo e tre dei Colonna rimasero uccisi, mentre, tutti gli altri, fra i quali è probabile si trovasse Corrado, si ritirarono nei loro castelli fuori città abbandonando i ponti che occupavano.